# 별은 빛나건만
《별은 빛나건만》은 KBS 2TV에서 2006년 7월 29일에 방영된 드라마시티이다.

## 줄거리
태일은 조금 드세지만 착하고 생활력 강한 창숙과 결혼해 치킨집을 하고 있다. 그러던 어느날 배달을 가던 중 근처에 가게를 오픈한 연이와 마주치게 된다. 연이와 태일은 스무 살 무렵 서로 좋아하는 사이였지만, 아버지들끼리 채권ㆍ채무관계로 얽힌 탓에 사이가 좋지 않아 사랑을 이루지 못했다. 그러다가 태일이 동네를 떠나면서 다시 만나자는 약속을 뒤로 한 채 헤어졌던 것이다. 재회한 두 사람은 조금씩 예전의 감정이 되살아나는 것을 느끼지만 현실의 벽 앞에서 주저한다.

## 등장 인물

### 주요 인물
- 조희봉 : 백태일 역
- 장영남 : 김연이 역
- 하재숙 : 강창숙 역

### 그 외 인물
- 이인철
- 안석환
- 김승욱
- 정영금
- 신윤아
- 신준영
- 이은정
- 이지민
- 박정순
- 박팔영
- 단강호
- 조문의
- 전일범